# Stranjski potok, Kamniška Bistrica
Stranjski potok je potok, ki izvira zahodno od Zagorice nad Kamnikom in se v naselju Spodnje Stranje kot desni pritok izliva v reko Kamniška Bistrica.